# Acalolepta persimilis
Acalolepta persimilis es una especie de escarabajo longicornio del género Acalolepta, tribu Monochamini, subfamilia Lamiinae. Fue descrita científicamente por Gahan en 1907.
Se distribuye por Indonesia (Sumatra). Mide aproximadamente 15-20 milímetros de longitud.